# 蔡仁茂
蔡仁茂，（？—1934，生年待考），清末民国时期中国工业家，民国“玻璃大王”，是中国玻璃工业先驱。

## 生平
蔡家祖籍宁波府镇海县，到蔡这一代已为鄞县人。蔡仁茂生于上海，祖父蔡振茂已是上海建筑业巨商。早年继承家族商业，经营建筑业和进出口外贸。初向英商老哈咪、德商禅臣洋行购入比利时产玻璃内销，后向记丰、麦加利等外国银行以贷款押汇方式直接向比利时订货进口玻璃内销。蔡家于大清光緒五年（1879年）在上海创设蔡仁茂玻璃洋鐵鋪，转销进口玻璃和进口钢铁等建筑材料。但蔡忧于本国缺乏现代制玻璃技术，受制于洋商，遂出国考察比利时吹片玻璃技术，参观比利时玻璃工厂，并在比利时设企业分布，派驻员工，是中国最早在欧洲设置分部的企业，并直接进口比利时制优质玻璃。
第一次世界大战后，西欧是主战场，欧洲各大工业破坏严重，遂进口工业品货源锐减。蔡遂决意自制玻璃，在秦皇岛创办耀华玻璃厂，引进欧洲技术成产玻璃。又联合上海六大经销商，其玻璃产品遂畅销畅销中国各地建筑业，成为“玻璃大王”。

## 代表作
当时上海海关大楼顶的大钟钟面玻璃，就由蔡仁茂玻璃号设计生产，是蔡仁茂之弟蔡仁初亲自测量划配的。

## 家族
蔡仁茂之弟蔡体鳌，字仁初，以字行，鄞州下应潘火人，继蔡仁茂之后经营蔡仁茂玻璃号。蔡家之后数代都是建筑业民族实业家，并热衷慈善，捐建如亲仁小学、四仁德医院等慈善教育机构。家族后代曾聚居上海四明村。

## 遗迹
- 原上海滩五原路近武康路处，蔡仁茂公馆及花园，为三层洋房，典型民国中西合璧建筑。今为外企办公楼[2]。
- 今浙江宁波蔡仁初墓[4]。